# مخيشم فورسكالي
مخيشم فورسكالي (الاسم العلمي:Pleurobranchus forskalii) هو نوع من الرخويات يتبع جنس المخيشم من الفصيلة المخيشمية. سمي هذا النوع تكريماً لعالم أحياء والمستشرق والمستكشف سويدي بيتر فورسكول (Peter Forsskål).

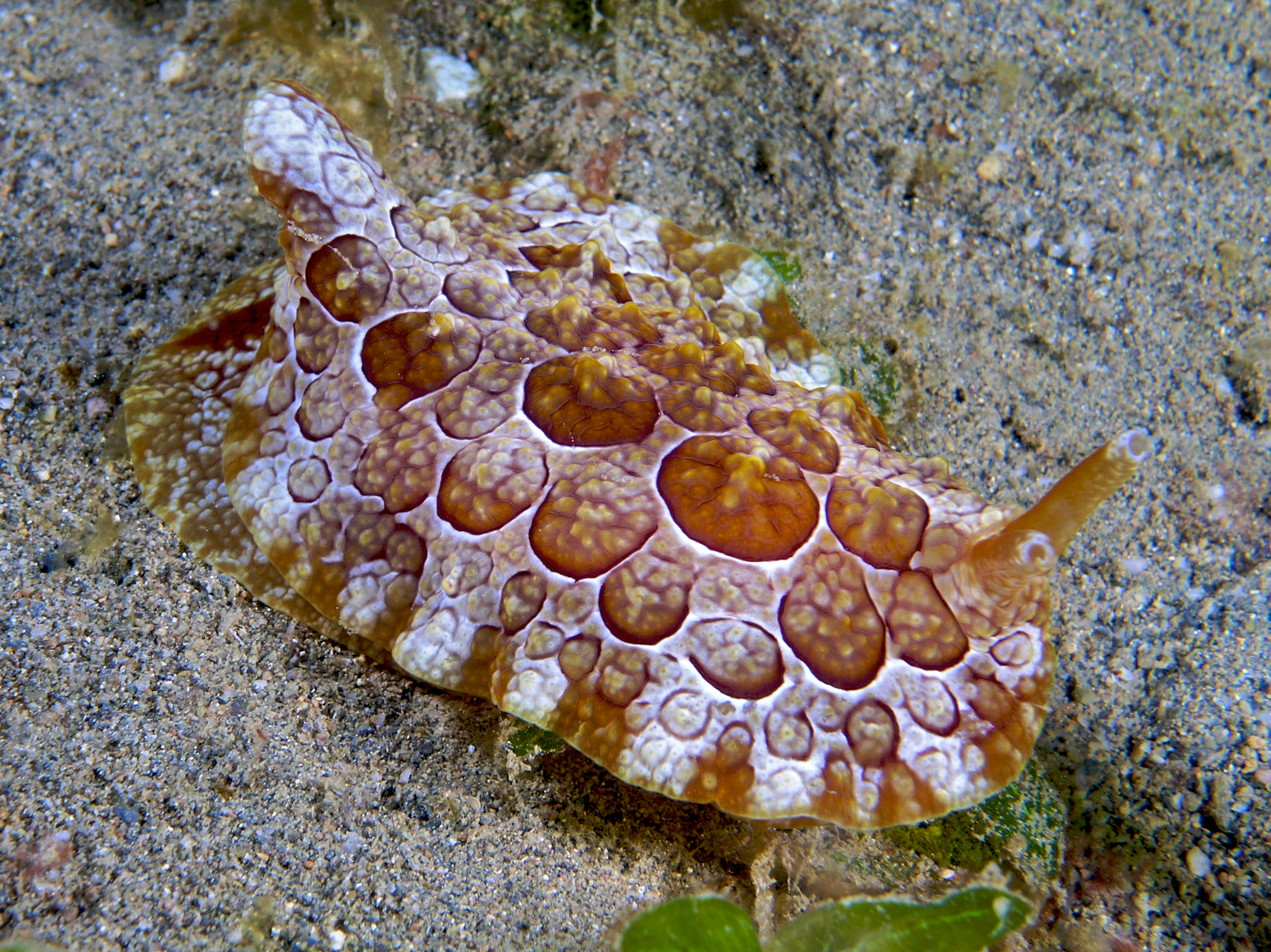
A pale individual of Pleurobranchus forskalii, head end towards the lower right

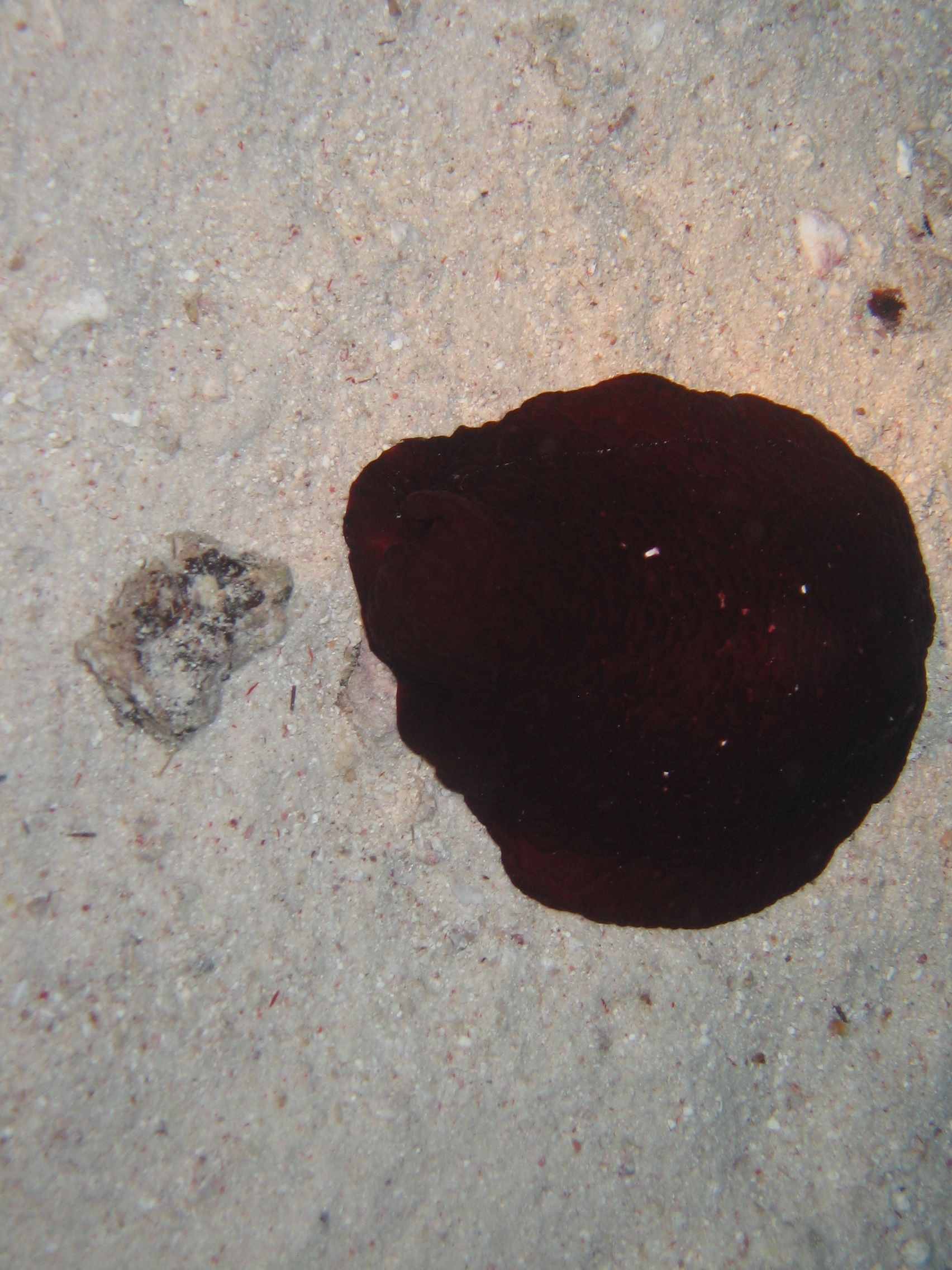
An entirely dark individual of Pleurobranchus forskalii, head end towards the upper left